# غريغ أندرسون
غريغ أندرسون (بالإنجليزية: Greg Anderson)‏ هو موسيقي أمريكي، ولد في 1970 في سياتل في الولايات المتحدة.

## وصلات خارجية
- غريغ أندرسون على موقع ميوزك برينز (الإنجليزية)
- غريغ أندرسون على موقع ديسكوغز (الإنجليزية)